# Bijou Kisombe Mundaba
Bijou Kisombe Mundaba (Zaire, 29 de septiembre de 1976) es un exfutbolista de República Democrática del Congo que jugaba en la posición de defensa.

## Carrera

### Club
| Periodo   | Club         |
| --------- | ------------ |
| 1996-1998 | AC Sodigraf  |
| 1999-2001 | AS Dragons   |
| 2002      | Interclube   |
| 2003-2006 | AS Vita Club |

### Selección nacional
Jugó para República Democrática del Congo en 29 ocasiones de 1997 a 2004 y anotó un gol, el cual fue en la victoria por 1-0 ante Ghana por la Copa Africana de Naciones 1998. También participó en las ediciones de la Copa Africana de Naciones de 2002 y 2004.

## Logros
- Linafoot (1): 2003
- Copa de la República Democrática del Congo (1): 1999